# Mindura fraterna
Mindura fraterna är en insektsart som beskrevs av Schmidt 1925. Mindura fraterna ingår i släktet Mindura och familjen Nogodinidae. Inga underarter finns listade i Catalogue of Life.